# Чарли Шийн
Карлос Ъруин Естевес (на испански: Carlos Irwin Estévez), известен професионално като Чарли Шийн (на английски: Charlie Sheen), е американски актьор. Носител е на множество отличия, включителни и награда „Златен глобус“, както и номинации за четири награди Primetime Emmy. Има звезда на Холивудската алея на славата от 1994 г.

## Биография

### Произход и ранни години
Роден е на 3 септември 1965 г. в Ню Йорк в актьорско семейство – син е на Джанет Темпълтън (актриса и продуцент) и актьора Мартин Шийн (роден като Рамон Естевес). Актьори са също двамата му братя – Емилио Естевес, Рамон Естевес младши, както и сестра му Рене Естевес, а чичо на Чарли Шийн е актьорът Джо Естевес. Дядо му и баба му по бащина линия са емигранти от Галисия (Испания) и Ирландия, съответно.
През училищните си години Шийн се изявява като бейзболен играч, но е изгонен от училище заради лошо поведение само седмици преди завършването. През гимназиалните си години той започва да се интересува от кино и постепенно се насочва към актьорската професия.

### Кариера
Въпреки че през 1974 г. участва във филма „Екзекуцията на редник Словик“ заедно с баща си, когато е едва на 9 години, същинската работа като актьор за Чарли Шийн започва в средата на 80-те години на ХХ век.
През 1984 г. той участва в трилъра за Студената война „Червена зора“. През следващите две години Чарли Шийн участва в редица филми, повечето от които предназначени за телевизията. Един от най-важните моменти в кариерата на Шийн е участието му във филма на Оливър Стоун за Виетнамската война „Взвод“ през 1986 г. Филмът е отличен с награда Оскар. През следващата година Шийн участва в друг проект на Оливър Стоун – „Уолстрийт“.
През 1989 г. Чарли Шийн участва във филма „Професионална бейзболна лига“, където му помагат уменията в бейзбола, които е натрупал през гимназиалните си години.
Преди да започне да създава филми Чарли Шийн е бил наркоман. В началото на 90-те години на ХХ век Шийн участва в успешните военни пародии „Смотаняци“. Впоследствие намалява участията си в киното и се насочва към телевизията, като участва в два телевизионни сериала – „Шеметен град“ (2000 – 2002) и „Двама мъже и половина“ (2003 – 2011). За ролята си в „Шеметен град“ през 2002 г. получава на награда „Златен глобус“ за най-добър актьор в музикален или комедиен телевизионен сериал.

### Личен живот
През кариерата си Шийн често е в центъра на скандали, свързани с неговата зависимост от алкохол и наркотици, както и многобройните му връзки с жени, включително порноактриси и проститутки. От 1990 г. той периодично се подлага на рехабилитация за преодоляване на зависимостите си. През 2011 г. е уволнен от „Двама мъже и половина“ заради „морална разпуснатост“ и „скандално поведение“.
Шийн има общо пет деца и една внучка. Той има дъщеря – Касандра Естевес (р. 1984), от връзката си с Пола Профит през 1980-те години. От септември 1995 до ноември 1996 г. Шийн е женен за Дона Пийл.
На 2 юни 2002 г. той се жени за актрисата Денис Ричардс, с която имат две дъщери – Сам Катрин Естевес и Лола Айрин Естевес. Разделят се през 2005 г., когато Ричардс е бременна в шестия месец. През 2006 г. се развеждат.
На 30 май 2008 г. се жени за Брук Мюлер и на 4 март 2009 г. им се раждат близнаци – Боб и Макс. С нея се развежда през 2011 г.
От дъщеря си Касандра има внучка на име Луна, родена на 17 юли 2013 г.
На 17 ноември 2015 г. Шийн обявява, че е ХИВ-позитивен и е научил диагнозата четири години по-рано.

### Интересни факти
- Ражда се посинял, с признаци на цианоза.
- Уговаря актрисата Уинона Хоровиц да си смени името на Уинона Райдър.
- През 1993 г. признава пред съда, че е платил 50 000 долара за услугите на проститутки.
- По неговите собствени думи е преспал с 5000 жени и бройката постоянно се увеличава.
- Една от дванайсетте му татуировки гласи „Ще се върна след 15 минути“.
- През 2006 г., докато го съдят за нападение над жена му Денис Ричардс, пуска на пазара собствена линия за детски облекла.
- През 1990 г. издава книга със собствени стихотворения, озаглавена A Peace of My Mind

## Избрана филмография
| Година      | Филм                             | Оригинално заглавие             | Роля                         | Режисьор                  |
| ----------- | -------------------------------- | ------------------------------- | ---------------------------- | ------------------------- |
| 1973        | Опасни земи                      | Badlands                        | момче под уличната лампа     | Терънс Малик              |
| 1974        | Екзекуцията на редник Словик     | The Execution of Private Slovik |                              | Ламонт Джонсън            |
| 1984        | Червена зора                     | Red Dawn                        | Мат                          | Джон Милиус               |
| 1985        | Съседските момчета               | The Boys Next Door              | Бо Ричардс                   | Пенелопи Спирис           |
| 1986        | Почивният ден на Ферис Бюлър     | Ferris Bueller's Day Off        |                              | Джон Хюз                  |
| 1986        | Призракът                        | The Wraith                      | Джейк Киси                   | Майк Марвин               |
| 1986        | Взвод                            | Platoon                         | Крис                         | Оливър Стоун              |
| 1987        | Уолстрийт                        | Wall Street                     | Бъд Фокс                     | Оливър Стоун              |
| 1989        | Професионалната бейзболна лига   | Major League                    | Рики                         | Дейвид С. Уорд            |
| 1990        | Морски пехотинци                 | Navy SEALs                      | Лейтенант Дейл Хоукинс       | Люис Тийг                 |
| 1991        | Смотаняци                        | Hot Shots!                      | Шон „Топър“ Харли            | Джим Ейбрахамс, Пат Профт |
| 1993        | Следата на сянкатa               | Fixing the shadow               | Даниел Саксън                | Лари Фъргюсън             |
| 1993        | Смотаняци 2                      | Hot Shots! Part Deux            | Шон „Топър“ Харли            | Джим Ейбрахамс            |
| 1993        | Примка                           | Deadfall                        | Морган Грип                  | Кристофър Копола          |
| 1993        | Тримата мускетари                | The Three Musketeers            | Арамис                       | Стивън Херек              |
| 1994        | Професионалната бейзболна лига 2 | Major League II                 | Рики                         | Дейвид С. Уорд            |
| 1994        | Пределна скорост                 | Terminal Velocity               | Ричард Броди                 | Деран Сарафян             |
| 1996        | Всички кучета отиват в Рая 2     | All Dogs Go to Heaven 2         | Чарли (глас)                 | Пол Сабела                |
| 1997        | Заговор в сянка                  | Shadow Conspiracy               | Боби Бишоп                   | Джордж Косматос           |
| 1997        | Шум на пари                      | Money Talks                     | Джеймс Ръсел                 | Брет Ратнър               |
| 1998        | Без устав                        | No Code of Conduct              | Джейкъб Петерсон             | Брет Майкълс              |
| 1998        | Лесни пари                       | Free Money                      | Бъд                          | Ив Симоно                 |
| 1999        | Да бъдеш Джон Малкович           | Being John Malkovich            |                              | Спайк Джоунс              |
| 2000 – 2002 | Шеметен град (сериал)            | Spin City                       | Чарли                        | -                         |
| 2001        | Добър съвет                      | Good Advice                     | Раян                         | Стив Раш                  |
| 2003        | Страшен филм 3                   | Scary Movie 3                   | Том Логан                    | Дейвид Зукер              |
| 2003 – 2011 | Двама мъже и половина (сериал)   | Two and a Half Men              | Чарлс Франсис „Чарли“ Харпър | -                         |
| 2004        | Големият заговор                 | The Big Bounce                  | Боб Роджърс младши           | Джордж Армитидж           |
| 2006        | Страшен филм 4                   | Scary Movie 4                   | Том Логан                    | Дейвид Зукър              |
| 2010        | Уолстрийт: Парите никога не спят | Wall Street: Money Never Sleeps | Бъд Фокс                     | Оливър Стоун              |
| 2010        | Път с предимство                 | Due Date                        | Чарли Харпър                 | Тод Филипс                |
| 2012 – 2014 | Психаротерапия (сериал)          | Anger Management                | Чарли                        | -                         |
| 2012        | Тя ме желае                      | She Wants Me                    | Чарли                        | Роб Марголис              |